# Alan Hinkes
Alan Hinkes (* 26. dubna 1954) je britský horolezec. Jako patnáctý muž a první brit dokázal vystoupit na všech 14 hor vyšších než 8000 metrů. Některé zdroje však zpochybňují jeho výstup na Čo Oju v roce 1990. Narodil se ve městě Northallerton v hrabství Severní Yorkshire v anglii. Bylo mu uděleno čestné členství na univerzitě v Sunderlandu v roce 1999 a o osm let později získal čestný doktorát na univerzitě v Yorku. Jeho první osmitisícovkou se stala roku 1987 Šiša Pangma na kterou vystoupil novou trasou. O rok později zdolal Manáslu jako člen francouzské organizace L'Espirit D'Equipe, vedené Benoîtem Chamouxem a která měla za cíl zdolání všech 14 osmitisícovek. Hinkes byl do této organizace přijat po odchodu Steva Boyera, jediného britského člena. V roce 1990 následoval slavný, kontroverzní a zpochybňovaný první britský výstup na Čo Oju. O 4 roky později pak K2 a o další rok později nejvyšší hora světa Mount Everest, na které točil dokumentární film "Summit Fever" a oba Gašerbrumy. V roce 2005 zdolal svůj poslední osmitisícový vrchol, třetí nejvyšší horu světa Kančendžengu. Prvním pokusu o výstup na tuto horu podnikl již v roce 2000, ale musel výstup pro špatné počasí vzdát a při sestupu si zlomil ruku.

## Zpochybňovaný výstup na Čo Oju
Hinkes mnohdy nebývá uváděn v seznamu lidí, kteří dobyli všech 14 osmitisícovek, protože jeho výstup na šestou nejvyšší horu světa Čo Oju bývá zpochybňován. Hinkes tento výstup uskutečnil se skupinou L'Espirit D'Equipe, jejímž členem byl i Josef Rakoncaj, který výstup popisuje v knize Na hrotech zeměkoule (spoluautor Miloš Jasanský, vydal Magnet-Press, 1993. Rakoncaj uvádí, že všech sedm horolezců (Alan Hinkes, Josef Rakoncaj, Benoît Chamoux, Yves Detry, Fred Valet, Mauro Rossi a Pierre Royer) stanulo na vrcholu. Hinkes prý na tom byl velmi špatně a museli ho doslova donutit se doplazit až na vrchol. Ale podle Rakoncaje Hinkes na vrcholu jako první brit Čo Oju byl. Žádal prý Rakoncaje, aby ho vyfotografoval s fotkou své dcery. A Rakoncaj uvádí také vrcholovou fotografii, na níž je všech sedm lezců pohromadě. Tato fotografie se dobře shoduje s ostatními vrcholovými fotografiemi z této hory. Rozhodně nevypadá tak, že by byla pořízena na hřebeni, ať už co do okolí tak ani do reakcí lezců. Všichni na ní vypadají uvolněně a šťastně.
Některé zdroje uvádějí (podle  Detry a Valet), že lezci došli pouze na hřeben a odtud se vrátili pro špatné počasí. Hinkes naopak tvrdí, že ještě hodinu pátral v mlze, aby se ujistil, že byl opravdu na vrcholu.
Je zvláštní, že je zpochybňován výstup pouze u Hinkese, ale ne už u Chamouxe nebo Rakoncaje, kteří byli na vrcholu spolu s ním. U nich je výstup uváděn jako platný a nezpochybňovaný. Rakoncajova verze o tom, že všech sedm mužů bylo na vrcholu je tedy pravděpodobně věrohodnější než verze, která říká, že se Hinkes (a tím pádem i ostatní) na vrchol nedostal.
Zdeněk Hrubý ve 4. dílu seriálu České televize České himálajské dobrodružství komentuje výstup na Čo Oju následovně: „… vylezete stěnu a pak je dlouhá pláň … na vršek, která z pohledu … užití si výstupu nemá žádný smysl, protože je to daleko a vůbec nestoupáte. Takže otázka je, kolik z těch registrovaných výstupů je skutečně na ten vršek – na ten poslední dvoumetrový sněhový hrb, z něhož teprve vidíte Everest a podle toho poznáte, že jste na vršku – a kolik skončilo na tom prvním výrazném předvrcholu…“
Pro dokreslení marginálnosti celého problému je vhodné uvést, že po výborné aklimatizaci z Čo Oju za dalších 12 dní všichni členové L'Espirit D'Equipe stanuli na vrcholu Šiša Pangmy, přičemž vykonali prvovýstup severní stěnou.

## Úspěšné výstupy na osmitisícovky
- 1987 Šiša Pangma (8013 m)
- 1988 Manáslu (8163 m)
- 1990 Čo Oju (8201 m)
- 1991 Broad Peak (8047 m)
- 1995 K2 (8611 m)
- 1996 Mount Everest (8849 m)
- 1996 Gašerbrum I (8068 m)
- 1996 Gašerbrum II (8035 m)
- 1997 Lhoce (8516 m)
- 1998 Nanga Parbat (8125 m)
- 1999 Makalu (8465 m)
- 2002 Annapurna (8091 m)
- 2004 Dhaulágirí (8167 m)
- 2005 Kančendženga (8586 m)